# James Chappell
James „Jimmy” Chappell (ur. 25 marca 1915 w Batley, zm. 3 kwietnia 1973 w hrabstwie Pinellas na Florydzie) – brytyjski hokeista, grający głównie w English National League. Jest członkiem British Ice Hockey Hall of Fame. Najbardziej jest znany ze złotego medalu uzyskanego wraz z reprezentacją brytyjską w hokeju na lodzie podczas zimowych igrzysk olimpijskich w 1936. Chappell reprezentował również Wielką Brytanię na następnych zimowych igrzyskach olimpijskich, podczas których wraz z reprezentacją uzyskał 6. miejsce.

## Kluby
- Earls Court Rangers
- Fife Flyers
- Dunfermline Vikings
- Brighton Tigers

## Nagrody i sukcesy
- Zimowe Igrzyska Olimpijskie 1936 - brąz
- Mistrzostwa Świata w Hokeju na Lodzie mężczyzn 1937 - srebro
- Mistrzostwa Świata w Hokeju na Lodzie mężczyzn 1938 - srebro
- Mistrzostwa Europy w Hokeju na Lodzie mężczyzn 1937 - złoto
- British Ice Hockey Hall of Fame (1993)